# ФК „Металург“ (Перник)
„Металург“ е футболен клуб от град Перник, България. Основан е през 1957 г. Клубните цветове са червено и синьо. Стадионът на който играят се казва Металург. В своята история Металург има 13 сезона в Б група, както и два сезона, в които участва в А група – 1997/98 и 1998/99. И в двата сезона в елита завършва на 10-о място в крайното класиране, но през лятото на 1999 г. с решение на БФС е изваден от първенството.                                                                           
Металург (Перник) е създаден като заводски отбор към металургичен завод „Ленин“ паралелно с изграждането на предприятието в Перник през 1957 г. Отначало играе под името МЗ „Ленин“ като колектив на ДФС Миньор. През 1957 г. заводските футболисти играят в Букурещ своя първи международен мач срещу местния „Щиница“, завършил при резултат 5:3 за румънците. Може да се приеме, че с този мач отборът на завода се легитимира и започва своето самостоятелно съществуване. Но за да се отдели от дружеството майка, трябва да минат още 5 години.
За първи път отборът на МЗ „Ленин“ участва в системата на републиканско първенство през сезон 1959/60 т.е. след новото административно отделение на страната. В състава на новосъздадената Югозападната зона през това първенство са включени и два пернишки отбора – МЗ „Струма“ и МЗ „Ленин“. Металурзите завършват на 9-то място с 28 точки – 10 победи, 8 равни и 12 загуби, голова разлика 33 – 40. През следващото първенство 1960/61 отборът отново завършва на 9-то място приблизително същия актив – 8 победи, 12 равенства и 10 загуби, голова разлика 29 – 29.
Третото участие на отбора на МЗ „Ленин“ в първенството на Югозападната зона през сезон 1961/62 е най-слабо. Той заема последното място с 5 победи, 5 равенства и 12 загуби, при голова разлика 28 – 44 и би следвало да изпадне в окръжната група. Но преди началото на новото първенство Българската федерация по футбол приема нова наредба, в резултат на която състава на А група е увеличен на 16 отбора, създадени са две Б групи и 12 зонови В групи. В новосъздадената зона „Витоша“ са включени 12 отбова, 4 от които са от Пернишки окръг – „Червено знаме“ (Радомир), МЗ „Струма“, МЗ „Ленин“ и „Чорни“ (Брезник). Борбата за първото място се води между отборите на „Червено знаме“ и МЗ „Ленин“, които от 26 октомври 1962 г. (тогава се създава ДФС „Металург“) вече се състезава под името „Металург“. След есенния полусезон „Металург“ е начело със 17 точки, следван от „Червено знаме“ с 15 точки. „До края на първенството борбата за първото място се води главно между тези два отбора, които се открояват над останалите - пише в обзора си съюзният треньор Хр. Кокинов (в-к „Народен спорт“, бр.84/15 юли 1963г.) - те играят бърз и техничен футбол. Въпросът за първо то място се реши едва след последните две срещи, след които металурзите застанаха начело. „Металург“ завършва с 35 точки (+16, =3, -3, г/р - 63-29) и получава правото да участва в квалификационния турнир за влизане в Б РФГ. Той се провежда в Кюстендил и в него освен пернишкия отбор участват още отборите „Марица“ (Пловдив) и „Дупнишка комуна“ (Ст. Димитров - днес Дупница). В първия си мач „Металург“ печели срещу „Марица“ (Пловдив) с 3:1, а във втория побеждава и състава и на „Дупнишка комуна“ с 1:0 след автогол на дупничани 5 минути преди края на мача. С това отборът заема първо място и от есента на 1963г. получава правото да се състезава в Южната Б РФГ. Този първи голям успех на „Металург“ е извоюван от следните футболисти : вратари - Пантелей Виденов (Панте) и Иван Ранев, защитници - Иван Янков (Старшията), Иван Трунтич, Тодор Тодоров (Тото), Крум Фердинандов; полузащитници - Живко Атанасов, Силвистър Аргиров (капитан на отбора), Стефан Русимов (Чарли) , Рангел Божилов (Раше) и нападатели - Борис Сергиев, Венко Кирилов, Петър Костов (Баджето), Методи Петков и други. Треньор на отбора е Тодор Евстатиев (Тоцката), с помощник Александър Илиев (Сашо).
През сезон 1963/64, който е дебютен за „Металург“ в Б група, първия мач е в Перник срещу отбора на „Розова долина“ (Казанлък) и завършва с победа 2:0. Началото е убедително за новаците в групата, които играят добре и със самочувствие. Това проличава и при гостуването им в Сливен, където побеждават представителния градски отбор с 3:2. В този мач дебют прави седемнадесет годишният Кирил Ивков (Шинде), който впоследствие ще се превърне в един от най-добрите бранители в историята на българския футбол. В третият кръг металурзите постигат трета победа - този път с 4:1 срещу гостуващия „Ботев“ (Благоевград) – днешния „Пирин“, и оглавяват временното класиране. През това първенство „Металург“ завършва на 8-мо място с 34 точки от 34 мача - 14 победи, 6 равни и 14 загуби, при голова разлика 54-53.
Постепенно в отбора намират място редица млади футболисти, сред които: Евлоги Банчев, Вельо Черешков, Васил Соколов (Стоманата), Петър Младенов (Мутлата), Милчо Балдаров, Милчо Смилянов, Траян Василев и други, които заедно с останалите допринасят в превъщането на „Металург“ в стабилен и силен отбор.
През следващото първенство за треньор на отбора е привлечен опитния спеиалист Тодор Конов, а негов помощник става прекратилият състезателната си кариера Силвестър Аргиров. Отборът става основен претендент за първото място. Особено реално е негово спечелване през сезон 1964/65, когато една изненадваща загуба в последните кръгове срещу изпадналия вече „Чепинец“ във Велинград с 1:4 го лишава от тази възможност.
След освобождаването на треньора Т.Конов, треньор на отбора остава Силвестър Аргиров. През първенството 1965/66 „Металург“ заема 4-то място, като в 15 поредни мача не претърпява поражения. Лидер на отбора е централният нападател Борис Сергиев. В два поредни сезона, 1964/65 и 1965/66, той става голмайстор на Южната Б група, съответно с 18 и 19 гола, като и двата пъти разделя голмайсторския приз с Георги Йорданов /Ярето/ от Миньор. Сергиев е №1 във вечната ранглиста на клуба по мачове и голове в Б група – 166 мача с 90 гола. Сред другите изявени играчи на Металург по това време са Рангел Божилов и Венко Кирилов През периода 1965-1969г. в отбора играят и някои изявени футболисти като Петко Дяков(изпълняващ функциите и на играещ треньор, Ахмед Яшаров(Аспарух Ясенов), Георги Милев( и двамата по-късно известни футболни съдии), Роман Драгомиров, Драган Раденков и други.
В детско-юношеската школа на дружеството израстват Иван Иванов/вратар/, Иван Чакъров, Юрий Николов, Ангел Станков и други, които впоследствие преминават в други отбори и се оформят като много добри футболисти. На треньорския пост през тези години са били още Петър Михайлов, Стефан Геренски/известен в миналото вратар на ЦДНА и националния отбор/.
През първия период от съществуването си „Металург“ записва 6 участия в Б група. Най-доброто му представяне е четвъртото място през 1964/65 и 1965/66. Отбора изиграва 189 мача, от които печели 76, наравно завършва 43 и губи 70 при голова разлика 287-244. Начело в почетните листи на клуба е Борис Сергиев.Той взема участие в 166 мача, в които отбелязва 90 гола. След него с най-много участия са Тодор Тодоров – 161 мача, Живко Атанасов – 156, Рангел Божилов – 155, Венко Кирило – 133 и други. В листата на голмайсторите следващите почетни места се заемат от Рангел Божилов – 47 гола, Венко Кирилов – 34, Петър Костов – 15, Милчо Смилянов – 12 и други. През януари 1969 г. ЦК на БКП решава, че с изключение на София, Пловдив и Варна, в останалите градове в България трябва да има само по един футболен клуб. Така Металург принудително се влива в Миньор и изчезва за известно време от футболната карта на България . Двете пернишки дружества се обединяват под името „Кракра“. Някои от футболистите на „Металург“ преминават в обединения отбор, а други в различни отбори в страната, или прекратяват състезателната си кариера.
В началото на 1973 г. решението, в градовете да няма повече от едно физкултурно дружество, е отменено. През пролетта на същата година спортните деятели от квартал Изток с помощта на ръководството на МЗ“Ленин“ възстановяват ДФС „Металург“. Но негативите от принудителното прекъсване не могат да бъдат преодолени бързо.
През тези години спортни деятели в завода проявяват далновидност и независимо, че техния отбор няма право да играе в републиканското първенство, успяват да съхранят част от състезателите му. Когато през есента на 1973 г. се открива възможност, отборът на МЗ „Ленин“ в състава на зона „Витоша“. През това първенство в зоната се състезават 18 отбора. В крайното класиране отборът на МЗ „Ленин“ заема 9-то място с 31 точки – 10 победи, 11 равенства и 13 загуби, голова разлика 39 – 57. От следващото първенство отборът вече се състезава под името „Металург“ и непрекъснато подобрява представянето и класирането си, като през сезон 1978/79 заема първо място и се завръща в Б група след 10-годишна пауза. Треньор на отбора е Златан Аврамов. Следват години, в които металурзите се борят за оцеляване във втория ешелон. През 1979/80 отборът завършва на 19-о място от 22 състава в Южната Б група, а през 1980/81 финишира на 17-а позиция. В крайна сметка през 1981/82 изпада след като остава на последно място в класирането.
През сезон 1981/82 отборът изпада и през следващото първенство играе в състава на Софийската В РФГ. Заема второ място с 53т. /+24, =5, -5, г/р 28-38/, след дублиращия отбор на ЦСКА „Септемврийско знаме“, който също има 53т. Така металурзи отново се завръщат в Б група.
През сезон 1983/84 „Металург“ играе в Южната Б РФГ, но това няма с какво да се запомни. Отборът отстъпва на останалите и регистрира най-слабото си представяне – 18-то място само с 8 точки/+2, =4, -28, г/р 21-89/ и изпада. Почетните листи на „червено - сините“ през този период /4-те първенства от 1979/80 до 1983/84/ имат следния вид : мачове : 102 – Валери Тонев, 98 – Михайл Асенов, 74 – Сашо Марков, 82 – Федя Величков и други, и голмайстори : 31 гола – Валери Тонев, 18 – Петър Петров, 12 – В.Васев, 9 – Е.Павлов и други.
В следващите 10 години „Металург“ се състезава в зоната, като в едно първенство дори играе в окръжната група. Към върховете на родния футбол тръгва след края на сезон 1994/95. През това първенство „Металург“ заема трето място в Югозападната В РФГ след „Миньор“/Перник/ и Вихрен /Сандански/. Преди началото на следващото първенство президент на клуба ставаа бизнесменът Първан Първанов – Перо, а за спортен директор е назначен Симеон Велинов. Те правят задълбочен анализ на ресурсите, с които разполагат, и конкуренцията в групата/която съвсем не е малка/ и си поставят амбициозна задача да се борят за първото място и промоция за професионалния футбол. За треньор на отбора е назначен опитния специалист Аспарух Никодимов. Отборът се представя много добре, демонстрирайки превъзходството си над останалите претенденти за първото място : „Кремиковци“, “Марек“ и „Вихрен“. С великолепен резултат от 25 победи, 4 равенства и само 2 загуби, с голова разлика 78-13 и 79 т. „Металург“ заема първото място изпреварвайки „Кремиковци“ с 10 точки, а „Марек“ и „Вихрен“ с 20 точки. Сам по себе си този резултат говори за пълно превъзходство.
През сезон 1996/97 „Металург“ играе в единната Б РФГ. Началото е доста колебливо. След 8-мия кръг старши треньора Аспарух Никодимов напуска. Начело на отбора остават неговите помощници Валентин Лазаров /старши треньор/ и Марио Вълков /помощник треньор/. Есенния полусезон „Металург“ завършва на 10-то място с 22 точки/+7, =1, -9, г/р 19-19/. Изоставането от втория и третия Олимпик/Галата/ и Пирин/Благоевград/ е 13 точки/ в А РФГ влизат първите три отбора/. Афишираната преди началото на първенството амбициозна задача отборът да се бори за влизане в А група изглежда неизпълнима. Пролетния полусезон обаче показва, че за перничани няма неизпълними задачи във футбола, стига те да повярват във възможностите си и да се раздадът на терена. След победата над „Пирин“ /Благоевград/ с 3:0 в третия кръг в Перник на 9 март 1997 г. металурзите тръгват на своя победоносен поход. 99 дни те не познават вкуса на поражението, помитат всички по пътя си и кръг преди края се оказват недостижими на третото място. Целта е изпълнена – „Металург“ /Перник/ е сред 16-те най-добри отбори в България. Перник става петият град в България с два отбора в групата на майсторите в едно и също първенство.
Този успех, постигнат от футболистите в червено и синьо, идва в годината, когато клубът чества 40 години от началото на футбола в МЗ „Ленин“. Той е извоюван от 20 футболисти: вратари – П.Войнов и Н.Чавдаров; защитници – Здр. Станков, Иво Димитров, Ив. Йорданов, Р.Русев, В.Ставрев, Ф.Илков и А.Михайлов; халфове – Сп. Боянов, К.Шербетов, П.Пашев, К.Джоров, Ю.Методиев и М.Краю; нападатели – Й.Николов, Кр. Свиленов, Р.Стоицов, Др. Новакович и А.Чирку. Старши треньор – В.Лазаров и помощник – М.Вълков. През пролетния полусезон в отбора играят двама румънци – М.Краю и А.Чирку. С най-много участия 32 е Кр. Свиленов, с 28 – Сп. Боянов, с 26 – Здр. Станков, с 25 – К.Шербетов и Й.Николов и други. Отборът е реализирал 58 гола. Имената си сред голмайсторите са записали 13 футболисти. 12 гола реализира Кр. Свиленов, 8 – Й.Николов, 6 – К.Джоров, 5 – П.Пашев, 4 – К.Шербетов и други.
През следващите две първенства „Металург“ се състезава в А професионална група. За старши треньор на отбора е назначен Георги Харалампиев, а В.Лазаров остава негов помощник. Осъществена е една добра приемственост. Отборът бързо се адаптира към новите условия и играе като с равен и с най-добрите. И При двете си участия футболистите от кв.“Изток“ заемат 10-то място в крайното класиране. На своя стадион „Металург“ побеждава всички грандове. ЦСКА два пъти прекланя глава, тръгвайки си от Ладовица победен с по 1:0, а веднъж и на „Армията“ с 2:0. Ето го съставът на „Металург“, извоювал първата си победа над ЦСКА на 20-ти октомври 1997 г. пред повече от 9 000 зрители. Стойчо Драгов, Здравко Здравков, Веско Игнатов, Кирил Джоров, Шабан Шевкет, Здравко Станков/56мин. – Гено Папазов/, Камен Шербетов, Генади Симеонов, Красимир Свиленов, Васил Киров/89мин. – Спас Боянов/, Георги Варадев/84мин – Петър Пашев/. Голмайстор в 15-тата минута Генади Симеонов. Главен съдия на мача е Костадин Гиргинов.
„Металург“ е един от малкото отбори в страната с положителен баланс срещу армейците. Само „Левски“ /София/ през сезон 1997/98 г. успя да се добере до нулево равенство, а „Литекс“ и „Славия“ – до 1:1. С най-много участия за „Металург“ в А РФГ – 59 е Красимир Свиленов, с 57 – Стойчо Драгов, с 55 – Генади Симеонов и Здравко Здравков, с 52 – Кирил Джоров и други. Листата на голмайсторите се води от Генади Симеонов с 19 гола, по 5 гола са отбелязали Васил Киров и Кирил Джоров, с по 4 – Спас Боянов и Пламен Русинов. Футболистите играят всеотдайно и здраво. Отборът не влиза в комбина с грандовете и се оказва трън в очите им. Това дразни свикналите да имат по няколко свои провинциални отбора, които да играят за тях и срещу които да получат готови точки, и те правят всичко възможно пернишките отбори да бъдат ликвидирани. „Металург“ става жертва на компромат, скалъпен от Калоян Стоянов, който пуска аудиокасета от разговор в съблекалнята на отбора/нейната достоверност не е доказана от съответните органи/. По това време въпросното лице е спонсор на отбора, приближено до „Левски“ /София/. Според това „доказателство“ мачът „Металург“ – „Литекс“ е бил уговорен и съгласно правилника „Металург“ е изваден от групата, а на „Литекс“ са отнети спечелените три точки във въпросния мач. Тоа обаче довежда до сериозни юридически проблеми, защото шампионатът вече е приключил, като „Литекс“ е станал шампион с две точки преднина пред „Левски“. Това означава отнемане на титлата и присъждане на служебна такава на „Левски“. Всичко това се случва в навечерието на мачовете от европейските клубни турнири и прекалено късно за каквито и да са промени. Затова БФС са принудени да отнемат и три точки от актива на „Левски“ под предлог, че и техния мач с „Металург“е бил уреден. И това не е доказано, защото не е вярно, но е единствения адекватен изход от ситуацията. Остава основателното съмнение за обвинение същито с бели конци, целящ саморазправа с непокорен клуб. Това е едно от поредните позорни решения на БФС. През следвашото първенство започва разправа и с „Миньор“, която задълго го изважда от професионалния футбол.
Изваждането на „Металург“ от А РФГ става дни преди първия кръг на първенството, програмата за което вече е изготвена. За да се спаси отбора, двата Пернишки отбора Миньор и Металург се обединяват под името Миньор. Това става безпроблемно, тъй като Пернишките фенове подкрепят и двата отбора и ги приемат за едно така или иначе. На футболистите е предоставена възможност да играят /които желаят/ в отбора на „Миньор“, а „Металург“ сформира и още един нов отбор, който се обединява със „Струмска слава“ /Радомир/ под името „Металург“ /Радомир/ и се състезава в Единната Б РФГ за да се обиграват младите футболисти на Пернишката школа. Отборът играе домакинските си мачове в Радомир, а тренировките провежда в Перник. През този сезон „Металург“ /Радомир/ заема 8-ото място с 38 точки /+11, =4, -14, 29 – 33/. Ентусиазмът у футболистите и деятели е убит. Така футболната централа, вместо да насърчи и стимулира всеотдайните и предани на футбола, ги унищожава с безумните си решения, взети под натсик на софийските грандове.
В началото на сезон 2000/01 отборът връща името си „Металург“ /Перник/ и играе мачовете си на стадиона в квартал „Изток“. С актив от 11 победи, 3 равенства и 18 загуби, голова разлика 36 – 51, металурзи заемат 14-то място във Втора лига и изпадат. С това участието на „Металург“ в професионалния футбол приключва. През същия сезон Миньор/Перник/ изпада от А група.
През сезон 201/02 Миньор играе в Б група след като му е отнет лиценза на стадиона и домакинства в Б група на стадион Металург, а отбора на „Металург“ Перник отказва участие във В група, като запазва само ДЮШ. Следващите четири сезона металурзи нямат мъжки отбор, а само детско-юношески футбол. През сезон 2005/06 Минерал/Рударци/ печели областното първенство и влиза във В група, като отказва участие поради липсва на средства. Тогава Металург прави обединение с Рударци под името Металург-Минерал/Перник/. През сезон 2006/07 металурзи се състезават във В група. Първата година се спасяват от изпадане, като през сезон 2007/08 отбора изпада. През сезон 2008/09 Металург играе в областната група, вече под своето име без участието на Минерал/Рударци/. През 2009 г. Миньор /Перник/ влиза в А група и община Перник предоставя стадион Металург за тренировъчна база на „чуковете“ и по този начин ДЮШ на Металург се разпада с около 150 деца. И мъжкия отбора на Металург преустановява участие в областната група. Футболисти и деца са принудени да си търсят нови отбори. От 2009 до 2013 г. футболът в квартал Изток и по-точно на стадион Металург е мираж.
През 2013 г. отборът е възроден, като на 26.08.2013 г. е регистриран „ФК Металург 1957“ - Перник, благодарение на усилията на група ентусиасти, сред които е и кмета на кметство Изток – Ивайло Иванов. Възроденият отбор стартира изявите си от А окръжна футболна група. Сред учредителите на клуба е и председателя на Общинския съвет в Перник Владислав Караилиев. За председател на Управителния съвет е избран Мартин Евгениев, а негови членове са Иван Анев и Димитър Илиев. Останалите членов са : Ивайло Иванов, Емил Милчев и Румен Искренов.
В сезона на възраждането на отбора през 2013/14 г. Металург завършва на първо място в подгрупа А2 ОФГ Перник, като записва двадесет победи от двадесет мача. На финала за областен първене на Перник се изправя срещу завършилия на първо място в подгрупа А1 ОФГ Перник отбор на Черногорец/Ноевци/, като Металург губи финала с 0:1
През сезон 2014/15 Металург завършва на първо място в подгрупа А1 ОФГ Перник. На финала за областен първенец се изправя срещу победителя в подгрупа А2 ОФГ Перник – Енергетик/Перник/. Този път Металург печели мача с 1:0.
През сезон 2015/16 авършва на трето място в подгрупа А1 ОФГ Перник.
През сезон 2016/17 Металург завършва на първо място в подгрупа А1 ОФГ Перник. На финала за областен първенец се изправя срещу победителя в подгрупа А2 ОФГ Перник – Енергетик/Перник/. В редовното време мача завършва 1:1, като металурзи печелят при изпълнението на дузпите с 5:4
През сезон 2017/18 Металург завърша на второ място в подгрупа А2 ОГ Перник.
През сезон 2018/19 Металург завърша на трето място в подгрупа 1 ОГ Перник.
През 2019 г. се прави промяна в Управителния съвет на Металург/Перник/, като председател на отбора става Димитър Илиев, а членове на УС са Иван Анев и Мартин Евгениев. Останалите членове се запазват същите.
Сезон 2019/20 се играе само един полусезон и първенството е прекратено заради КОВИД 19. На полусезона Металург заема трето място в Източна подгрупа на ОГ Перник.
Сезон 2020/21 г. е един от най-успешните сезони за Металург. Отбора завършва на първо място в Източна подгрупа на ОГ Перник. Ракоя Тракоя дърноя другоя викаш кажи викаш турците виксатоя абаббаб доьнопьсжп играе полуфинален бараж с отбора на Чорни/Брезник/, който заема второ място в Западна подгрупа на ОГ Перник. Металурзи печелят мача с 2:0 и стигат до финала за областен първенец на Перник. На финала Металург се изправя срещу Черногорец/Ноевци/. Мача завършва 1:1 в редовното време, а на дузпите металурзи печелят с 4:3. Металург/Перник/ играе бараж за влизане в Трета лига на българския футбол срещу отбора на Костинброд. За жалост металурзи губят с 1:4 от по-опитния отбор на Костинброд. Ето и имената на футболистите участвали през този сезон : вратари – Ивайло Иванов, Мартин Илиев, защитници - Борислав Стефанов, Венцислав Стоянов, Владимир Арнаудов/капитан/, Кристиян Чакъров, Антонио Павлов, Георги Георгиев, Стефан Алексиев; халфове - Юлиян Ганчев, Евгени Американов, Йордан Йорданов, Роберт Тодоров, Здравко Грозданов, Джонатан Иванов, Адриан Кирилов; нападатели – Валентин Лазаров, Роберт Митков, Александър Александров‚ треньор – Мартин Стефанов.
През сезон 2021/22 Металург завършва на второ място в Източна подгрупа на ОГ Перник, като е с равни точки с първия Спортист/Драгичево/, но с по-лоши показатели в преките двубои и головата разлика. След което отбора играе полуфинален бараж срещу я в Западна подгрупа на ОГ Перник – Рудничар/Бела вода/. В редовното време мача завършва 2:2, а при дузпите металурзи печелят с 4:3. На финала за областен първенец Металург се изравя срещу отбора на Дружба/Мещица/. В редовното време мача завършва 0:0, а при дузпите Дружба печели с 4:3.
През сезон 2022/23 в четвъртото ниво на футбола в България и по-конкретно в област Перник е съставено от една единна група в която участват 14 отбора. През този сеозн металурзи записват 22 победи, 2 загуби и 2 равни, негри голова разлика 81 – 16 и с актив от 68 точки заемат второ място в крайното класиране.
През началото на 2023 година Управителният съвет на Металург/Перник/ бива променен, защото единствения през последните четири години, който се занимава с отбора и прави нещо за него е неговия председател Димитър Илиев. В новата управа като членове влизат Йордан Йорданов и Венцислав Стоянов, председател остава Димитър Илиев, а като членове са добавени : Борислав Стефанов, Марио Георгиев, Алекс Георгиев и Марио Лазаров. Новите лица са момчета, които играят в отбора и правят всичко за неговото развитие и подобряването на облика му. Старите членове напускат сдружението, като единствено Владислав Караилиев запазва своето място в сдружението.
През сезон 2023/24 Металург прави силна селекция, като връща няколко попълнения от шампионския сезон 2020/21 и прави силна подготовка за предстоящия сезон. Преди старта на първенството металурзи започват участието си в турнира Купа България, като в предварителните кръгове за излъчване на представител от област Перник побеждават отборите на Дружба/Мещица/ с 5:0 и Миньор/Перник/ с 4:0 пред повече от хиляда зрители на стадион Металург / като мача с Миньор е прекратен в 85-тата минута при резултат 1:0 за Металург, заради навлизане на фенове на „чуковете“ на терена и удар в главата по страничния съдия на мача, така е прислужена служебна победа и резултата става 4:0/. Във фаза на турнира 1/32 финали, Металург се изправя срещу отбора на „Черноморец“ /Балчик/, който се състезава в Б група. Металурзи се представят повече от добре в този мач, но за жалост губят мача с 0:1 на стадион Металург. В тези силни мачове в отбора играят следните футболисти : вратари – Алекс Георгиев и Мартин Илиев; защитници – Антонио Павлов, Антоан Василев, Борислав Стефанов, Венцислав Стоянов/капитан/, Живко Станимиров, Николай Томов, Марио Георгиев; полузащитници – Юлиян Ганчев, Драгомир Йорданов – Мико, Марио Лазаров, Даниел Миланов, Димитър Савов, Ивайло Димитров, Йордан Йорданов – Баната /играещ треньор/; нападатели – Роберт Митков, Денислав Балев – Деко, Борислав Никифоров, Валентин Лазаров. През първенството на сезон 2023/24 Металург записва 20 победи и една загуба, с голова разлика 109:10. По този начин заема първото място в една от двете областни групи на Перник. В мач за определяне на първенец на област Перник се изправя срещу шампиона в другата областна група – Чорни /Брезник/, като губи мача с 0:1.

## Металург Ботев Пловдив 0:10
- 10 място в А група през 1997/98 и 1998/99 г.
- Четвъртфиналист за Купата на България през 1981/82 и 1995/96 г.
- 3 място в Б група през 1996/97 г.
- 3 място в Южната Б група през 1965/66 г.
- 13 участия в Б група.

## Мачове
1998/99
- Металург – Славия 1:1
- Металург – ЦСКА 1:0
- Металург – Локомотив (София) 2:1
- Металург – Септември 4:2
- Металург – Локомотив (Пловдив) 1:0
- Миньор – Металург 3:4
- Металург – Нефтохимик 0:0
- ЦСКА – Металург 0:2
- Металург – Левски 1:3
- Септември – Металург 2:5

- Металург – Миньор 1:0

## Известни футболисти
- Борис Сергиев – рекордьор на отбора със 166 мача и 90 гола
- Кирил Ивков
- Рангел Божилов
- Петър Дяков
- Красимир Свиленов
- Генади Симеонов
- Пламен Русинов
- Камен Шербетов
- Николай Чавдаров
- Георги Варадев
- Кирил Джоров
- Филип Илков
- Йордан Николов
- Людмил Евгениев
- Иво Железаров
- Кирил Николов
- Мариян Германов
- Благой Латинов
- Велко Христев
- Светлин Нончев
- Румен Истревски
- Йордан Каменов
- Генко Папазов
- Станимир Мантарков
- Спас Боянов
- Румен Стоицов
- Иво Кискинов
- Николай Гавалюгов
- Борислав Давидков
- Бисер Методиев
- Валентин Варадинов
- Павел Григоров
- Васил Ботев
- Бойко Драгомиров
- Стефан Василев
- Росен Олегов
- Иван Трифски
- Райчо Райчев
- Анатоли Младенов
- Владислав Владов
- Калин Костов
- Бойко Миланов
- Красен Пингов
- Андрей Велинов
- Георги Михайлов
- Красимир Кръстев
- Георги Рангелов
- Петър Пашев
- Росен Тонев
- Стоян Атанасов
- Ивайло Данчев
- Васил Василев
- Николай Александров
- Веселин Игнатов
- Петър Анестиев
- Светослав Милушев
- Мирослав Христов
- Борислав Драгомиров
- Владимир Манов
- Георги Желязков
- Иван Радионов
- Алексей Степанов
- Райчо Раев
- Владислав Михайлов
- Иван Либов
- Ангел Ставрев
- Светослав Вичев
- Юлиан Панчев
- Владислав Владов
- Иво Димитров
- Владислав Стоянов
- Ивайло Димитров
- Димитър Галчов
- Владимир Васев